# Markus Thielemann
Markus Thielemann (geboren 23. Dezember 1992 in Ludwigsburg) ist ein deutscher Schriftsteller.

## Leben
Markus Thielemann wuchs in Wietzen auf und besuchte die Albert-Schweitzer-Schule in Nienburg. Er studierte Geographie und Philosophie an der Universität Osnabrück und Kreatives Schreiben am Hildesheimer Literaturinstitut. Er lebt in Hannover.
Sein erster Roman Zwischen den Kiefern erschien 2021. Sein zweiter Roman Von Norden rollt ein Donner folgte 2024 und wurde als Anti-Heimatroman bezeichnet. Er steht auf der Shortlist des Deutschen Buchpreises 2024. Das Buch wurde erst nach der Aufnahme in die Shortlist des Buchpreises bisher in der Zeit, der Frankfurter Allgemeinen Zeitung und im Deutschlandfunk Kultur besprochen. Der NDR entschied bereits zeitlich davor, es zum Buch des Monats Juli 2024 zu erklären.
Die Büchergilde Gutenberg nahm das Buch Von Norden rollt ein Donner in ihr Programm für das zweite Quartal 2025 auf.

## Werke
- Zwischen den Kiefern, Roman, Katapult, Greifswald 2021, ISBN 978-3-948923-26-6.
- Von Norden rollt ein Donner, Roman, C.H.Beck, München 2024, ISBN 978-3-406-82247-6.